# Mike Feschuk
Pour les articles homonymes, voir Feschuk.
Michael Feschuk (6 janvier 1932-12 novembre 2007) est un fermier et homme politique provincial canadien de la Saskatchewan. Il représente les circonscriptions de Prince Albert East et de Prince Albert à titre de député du Nouveau Parti démocratique de la Saskatchewan de 1971 à 1982.

## Biographie
Né en Meath Park (en) en Saskatchewan, Feschuk réalise ses études dans cette communauté. Travaillant sur la ferme familiale, il épouse Helen Mychaluk en 1953. Durant les années 1980, il travaille comme agent d'immeuble et plus tard pour Statistique Canada.

## Carrière politique
Élu dans Prince Albert East en 1971, il est réélu dans la nouvelle circonscription de Prince Albert en 1975 et en 1978. Tentant une réélection en 1982, il est défait par le progressiste-conservateur John Paul Meagher.